# Kristin Asbjørnsen
Kristin Asbjørnsen (Lillehammer, 12 maggio 1971) è una cantante e compositrice norvegese, specializzata in musica gospel.

## Discografia

### Con Dadafon
- Coloured Moods (1998)
- And I Can't Stand Still (2002)
- Release Me (2002)
- Visitor (2002)
- Harbour (2004)
- Lost Love Chords (2005)

### Con Krøyt
- Sub (1997)
- Low (1999)
- Body Electric (2001)
- One Heart is too Small (2001)

### Con Kvitretten
- Voices (1996)
- Everything Turns (1999)
- Kloden er en snurrebass som snurrer oss (2002)

### Annet
- Smak av himmel, spor av jord (2001)
- Seafarer's Song (2004, con Ketil Bjørnstad)
- Factotum (2006)
- Wayfaring Stranger (2006)